# Sabrina Ionescu
Sabrina Ionescu (ur. 6 grudnia 1997 w Walnut Creek) – amerykańska koszykarka, występująca na pozycji rozgrywającej, obecnie zawodniczka drużyny WNBA New York Liberty.
W 2016 została wybrana MVP meczu gwiazd amerykańskich szkół średnich McDonald’s All-American. Wystąpiła też w meczu gwiazd Jordan Brand. Wybrano ją najlepszą zawodniczką amerykańskich szkół średnich (przez USA Today i MaxPreps).

## Osiągnięcia
Stan na 9 sierpnia 2020, na podstawie, o ile nie zaznaczono inaczej.

### NCAA
- Uczestniczka rozgrywek:
  - NCAA Final Four (2019)
  - Elite 8 turnieju NCAA (2017–2019)
- Mistrzyni:
  - turnieju konferencji Pac 12 (2018)
  - sezonu regularnego Big 12 (2018, 2019)
- Koszykarka Roku:
  - NCAA:
    - im. Johna R. Woodena (2019, 2020)[4]
    - im. Naismitha (2020)[5]

  - Konferencji Pac 12 (2018, 2019)
- Najlepsza pierwszoroczna zawodniczka roku:
  - NCAA (2017 według United States Basketball Writer Of America – USBWA, ESPNW)
  - Pac 12 (2017)
- Laureatka nagród:
  - Senior CLASS Award (2020)
  - Wade Trophy (2019, 2020)
  - Nancy Lieberman Award (2018, 2019)
- MVP turnieju:
  - NCAA Portland Regional (2019)
  - Pac 12 (2018)
- Zaliczona do:
  - I składu:
    - All-American (2018 przez ESPNW, AP, kapitułę Woodena, WBCA, USBWA, USA Today, 2019 przez Associated Press, ESPNW, WBCA, USBWA, kapitułę Woodena)
    - All-Pac 12 (2017–2019)
    - turnieju:
      - regionalnego NCAA:
        - Spokane Regional (2018)
        - Bridgeport Regional (2017)

      - Pac 12 (2017, 2019)

    - najlepszych pierwszorocznych zawodniczek:
      - NCAA (2017)
      - Pac 12 (2017)
- Liderka wszech czasów NCAA w liczbie triple-doubles

### Reprezentacja
- Mistrzyni:
  - igrzysk:
    - olimpijskich (2024)[6]
    - panamerykańskich 3x3 (2019)

  - świata U–17 (2014)
  - Ameryki U–16 (2013)
  - USA 3x3 (2018, 2019)
- Uczestniczka mistrzostw świata 3x3 (2018 – 5. miejsce)
- MVP mistrzostw USA 3x3 (2018, 2019)